# Кінець Чарльза Огастеса Мілвертона
«Кіне́ць Ча́рльза Ога́стеса Мілверто́на» (англ. The Adventure of Charles Augustus Milverton) — твір із серії «Повернення Шерлока Холмса» шотландського письменника Артура Конана Дойля. Уперше опубліковано Strand Magazine у 1903 році.

## Сюжет

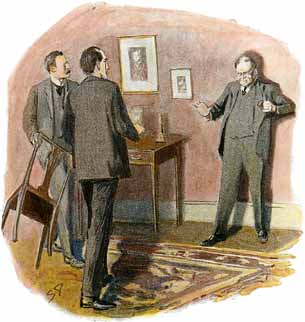
Вотсон, Холмс і Чарльз Огастес Мілвертон

Холмса наймає леді Єва Блеквел стримати компроментуючі листи від шантажиста Мілвертона. Він вимагає з неї 7000 фунтів стерлінгів (близько 700 000 доларів США у 2010 році) за лист, який міг би стати причиною скандалу. Холмс пропонує йому 2000 фунтів стерлінгів, але він наполягає на своїй сумі. Холмс вирішує будь-що отримати той лист.
Холмс навідується до Мілвертона під виглядом водпопровідника, щоб дізнатись план будинку. Він фліртує з покоївкою Мілвертона, щоб більше дізнатися про її господаря. Детектив дізнається, що шантажист тримає лист у сейфі й планує забрати його шляхом крадіжки зі взломом, у чому йому допомагає Вотсон.

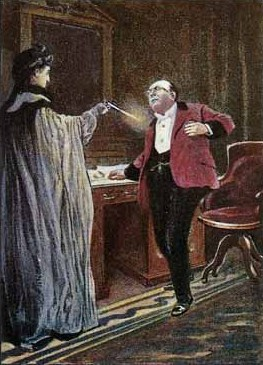
Убивство Мілвертона

Вони вриваються до будинку і Холмс відкриває сейф. Раптом до кімнати заходить Мілвертон, який повинен спати. До шантажиста приходить жінка, яка начебто пропонує продати листи, які б поставили її господарку у загрозливе становище.
Жінка — колишня жертва Мілвертона, її чоловік помер, коли вона не була в змозі заплатити шантажисту, і той відкрив її таємницю. Вона мститься за чоловіка, вбиваючи Мілвертона.
Вотсон інстинктивно хотів подивитись на жертву, але Холмс стримує його, пояснюючи це тим, що це не їхня справа. Перед тим, як піти з місця злочину, Холмс кидає всі листи шантажиста до каміну.
Потім Холмс з Вотсоном тікали через сад і стіну. Один з переслідувачів дістався ноги Вотсона, стягнувши з неї черевик.
На наступний ранок інспектор Лестрейд просить Холмса допомогти в розслідуванні вбивства Мілвертона. Він вважає, що до цього причетні два нічних втікача. Він почав описувати одного з них (Вотсона), як раптом Холмс вигукнув: «Так під ваш опис підходить і Вотсон!» Холмс не хоче допомагати розслідувати вбивство злочинця.
Пізніше Холмс дізнається, хто вбив Мілвертона. Він показує Вотсону фотографію у вітрині серед інших знаменитостей. Доктор відзначає ім'я її знаменитого чоловіка, але Холмс закликає його мовчати, прикладаючи палець до губ.

## Реальні події
Створення героя Чарльза Огастеса Мілвертона базується на реальних подіях. Чарльз Огастес Ховел (англ. Charles Augustus Howell) був шантажистом, який мав безліч жертв, серед яких був Данте Росетті .
Він був знайдений мертвим біля одного з будинків Челсі з монетою в роті, що було критикою його діяльності .

## Почуття гумору Дойла
- Лестрейд описує одного зі злочинців, Холмс говорить, що такий опис підходить, наприклад до Вотсона. Насправді ж це і є Вотсон.

- Коли Холмс повідомляє, що збирається забрати лист вночі, Вотсон відмовляється. Холмс говорить, що вони поділять одну кімнату, і, можливо, у майбутньому — камеру в'язниці.